# HBTQ-rättigheter i Ryssland

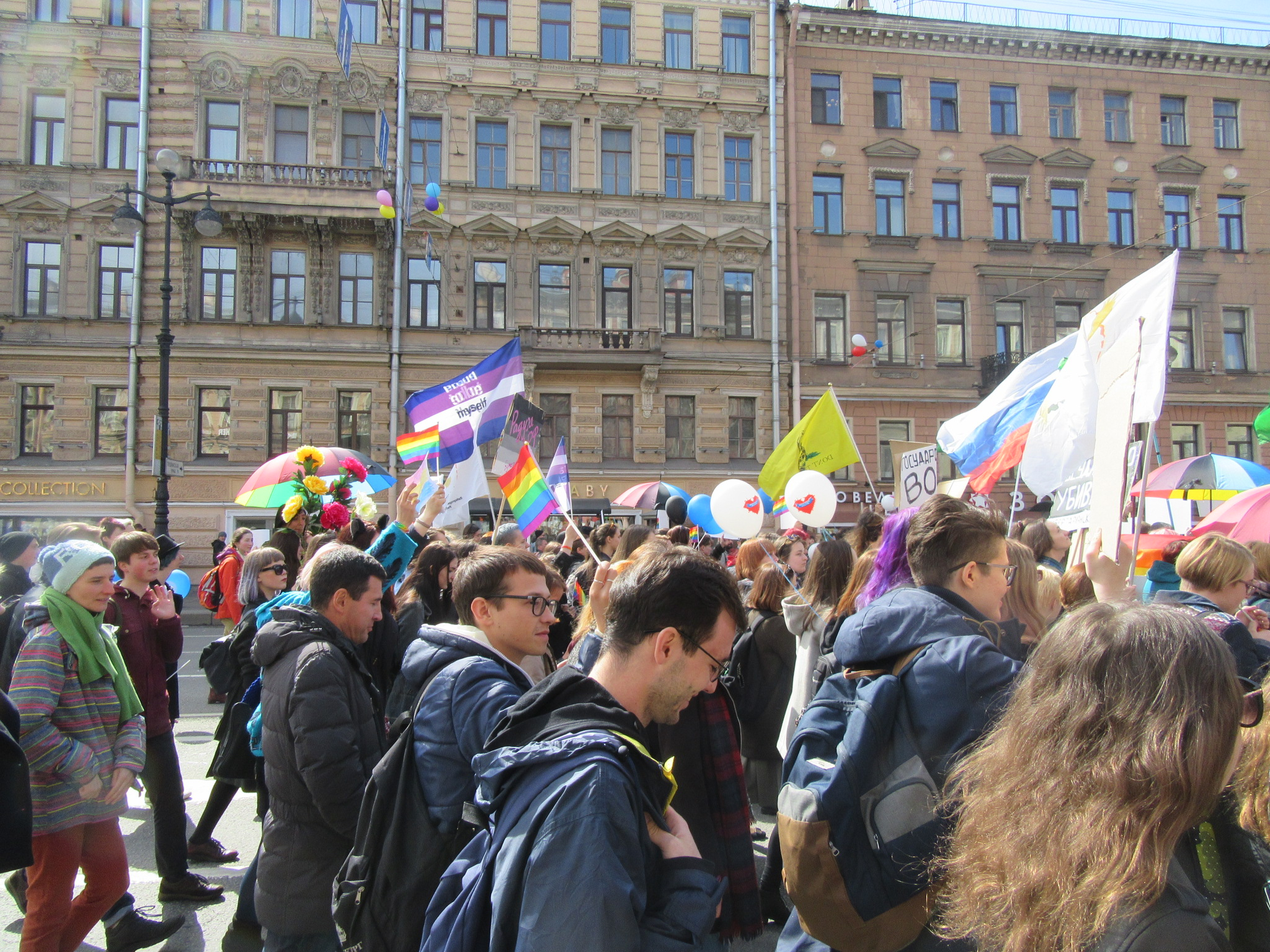
HBTQ-aktivister i Sankt Petersburg, Ryssland, 1 maj 2017

HBTQ-rättigheter i Ryssland är de juridiska rättigheter som tillfaller och omfattar HBTQ-personer (homosexuella, bisexuella, transpersoner och queera). Homosexualitet är tillåtet i Ryssland samtidigt som HBTQ-personers rättigheter är på tillbakagång och under hård press från såväl Vladimir Putins regim som regionala makthavare, inte minst i Tjetjenien. Svenska UD rekommenderar svenskar att vara uppmärksamma på intolerans i form av diskriminering samt att våldshandlingar riktade mot HBTQ-personer kan förekomma.
Det folkliga stödet för HBTQ-personers rättigheter i Ryssland tycks dock vara relativt stort, trots den statliga diskrimineringen. 2019 uppgav 47 % av ryssarna i en opinionsmätning att de tyckte att homosexuella personer ska ha samma rättigheter som resten av befolkningen.

## Historik
2006 väckte Moskvas borgmästare uppmärksamhet när han vägrade tillåta Moskva Pride att hålla sin prideparad. Vid paraden uppstod våldsamheter och flera internationella besökare blev skadade, vilket ledde till att händelserna fick internationell medial uppmärksamhet. Förbudet för Moskva Pride kvarstod 2007 och 2008. 2010 slog Europadomstolen fast att beslutet att förbjuda Moskva Pride var olagligt och stred mot Europakonventionen.
2007 gjorde den ryska federala regeringen ett uppmärksammat uttalande om att man stödjer de sexuella minoriteternas lika rätt till yttrandefrihet och mötesfrihet som andra medborgare, samt att de har rätt att genomföra demonstrationer.
2013 infördes först en lag som kom att kallas "lagen mot homosexuell propaganda i Ryssland" (Законодательные запреты пропаганды гомосексуализма в России). Senare samma år infördes ett förbud för samkönade par att adoptera barn. Försämringarna för HBTQ-personers rättigheter motiveras av de ryska myndigheterna och lagstiftarna med att de ska "upprätthålla traditionella familjevärderingar" och att de är till för att "skydda barnen".
Som ett resultat av den "allryska omröstningen" 2020 antogs en förändring av den ryska konstitutionen som innebar att det står inskrivet att ett äktenskap är ett förbund mellan en man och en kvinna. Även om äktenskap redan före 2020 var förbehållet heterosexuella par så befäste förändringen i grundlagen den rådande situationen och försvårar ett eventuellt framtida införande av samkönade äktenskap.

## Situationen i Tjetjenien
Särskilt allvarlig är situationen i Tjetjenien för HBTQ-personer. 2017 startades en intensiv hetsjakt på homosexuella och bisexuella män. Tjetjenska säkerhetsstyrkor kidnappade män och utsatte dem för tortyr. 2019 kom rapporter om att polisen hade torterat två män till döds. 